# 光禄镇 (邯郸市)
光禄镇，是中华人民共和国河北省邯郸市邯山区下辖的一个乡镇级行政单位。

## 行政区划
光禄镇下辖以下地区：
西光禄村、东光禄村、曲沟村、溢泉村、尧丰村、李家岗村、尧王庄村、杏园村、杜村、东黄鼠村、中黄鼠村和西黄鼠村。